# Битка при Сяр (1195)
Вижте пояснителната страница за други значения на Битка при Сяр.
Битката при Сяр е битка в 1195 година край град Сяр, в която от българския цар Асен I разбива византийската армия.

## Прелюдия
В 1195 година византийците предлагат на Асен мир с претекста, че властта в Константинопол вече е у нов император – Алексий III Ангел. Ответните искания на българияте са твърде високи и до мирен договор не се стига.

## Сражение
През лятото или есента на 1195 година българската армия напредва дълбоко на югозапад и достига „българските области около Сяр“, както се изразява византийският летопсец Никита Хониат. Тя побеждава византийски отряд под командването на Алексий Аспиет, когото пленяват, като завземат много крепости и ги укрепват.